# Brzeg (powiat poddębicki)
Brzeg – wieś w Polsce położona w województwie łódzkim, w powiecie poddębickim, w gminie Pęczniew na wschodnim brzegu zbiornika Jeziorsko.
W Brzegu istnieje szkoła podstawowa i dom kultury. 

## Historia
Pierwsza wzmianka pisana o wsi pochodzi z 1427 roku. Stanowiła ona wówczas własność królewską. Wieś królewska starostwa sieradzkiego, położona w powiecie sieradzkim województwa sieradzkiego w końcu XVI wieku. 
We wsi zachowały się zabytki budownictwa ludowego.
W latach 1975–1998 miejscowość należała administracyjnie do województwa sieradzkiego.
Istnieją tu trzy stanowiska archeologiczne:
1. cmentarzysko ciałopalne z epoki brązu,
2. osada z okresu rzymskiego istniejąca od I do IV w. n.e.,
3. cmentarzysko szkieletowe z XI-XIII w., w którym odkryto groby z bogatym wyposażeniem: przedmioty z brązu, srebra i szkła – przekazane do Muzeum w Sieradzu.